# Cotoneaster discolor
Cotoneaster discolor är en rosväxtart som beskrevs av Antonina Ivanovna Pojarkova. Cotoneaster discolor ingår i släktet oxbär, och familjen rosväxter. Inga underarter finns listade i Catalogue of Life.